# Muhammad ibn Buzurg-Umid
Muhammad ibn Buzurg-Umid (persisch محمد بن بزرگ امید; † 20. Februar 1162) war das dritte Oberhaupt (dāʿī) der Nizari-Ismailiten von Alamut.
Er wurde im Februar 1138 von seinem im Sterben liegenden Vater Kiya Buzurg-Umid mit der Führerschaft über die Gemeinschaft der Nizariten betraut. Diese Nachfolge wurde von der Gemeinschaft vorbehaltlos anerkannt. Zu seinen ersten Maßnahmen gehörte im Juni 1138 die Ermordung des im Exil lebenden Kalifen der Abbasiden ar-Raschid, dessen Vater schon einem Attentatskommando (fidāʾī) zum Opfer gefallen war, was ein Massaker an der Nizaritengemeinde von Isfahan zur Folge hatte. Anhaltende Angriffe der Seldschuken wurden 1143 mit der Ermordung des Sultans Dawud in Täbris vergolten.
In Syrien wurde 1141 mit der Ermordung ihres vormaligen Besitzers die Burg Masyaf gewonnen, die fortan das Zentrum eines halbautonomen Nizariten-Fürstentums wurde, welches ab 1162 von dem Dāʿī Raschid ad-Din Sinan geführt wurde.
In seinen späten Jahren kam gegenüber der Führung Muhammads zunehmend Unzufriedenheit in der nizaritischen Schia auf. Besonders die jungen Anhänger beriefen sich verstärkt auf die Lehre des Gründers Ḥasan-i Ṣabbāḥ, der eine physische Anwesenheit („Auferstehung“ / qijāmah) des Imams und damit den Anbruch der „Endzeit“ verkündet hatte. Auf diese Weise wurde Muhammads 1126 geborener Sohn Hassan von vielen Anhängern als der kommende Imam angesehen, der tatsächlich nicht sein leiblicher Sohn, sondern ein direkter Nachkomme des Nizar († 1095) gewesen sei. Muhammad verurteilte diese Prophezeiungen und ließ strengste Strafen gegen jene verhängen, die solches propagierten.
Muhammad starb im Monat Rabi I 557 (März 1162) und wurde neben seinem Vater und Ḥasan-i Ṣabbāḥ bestattet. Der ihm nachfolgende Herrscher Hassan (II.) offenbarte sich im Jahre 1164 als Imam und beendete damit das „Imamat der Verborgenheit“ (ġaiba).

## Quelle
- Ata al-Mulk Dschuwaini: Geschichte des Welteroberers (Ta’rīkh-i Jahāngushāy): hrsg. als Übersetzung ins Englische von John Andrew Boyle, Genghis Khan, the history of the world conqueror (1958), S. 685–686, 692–695.

| Vorgänger        | Amt                            | Nachfolger   |
| ---------------- | ------------------------------ | ------------ |
| Kiya Buzurg-Umid | Herrscher von Alamut 1138–1162 | Hassan (II.) |

| Personendaten    | Personendaten                                                       |
| ---------------- | ------------------------------------------------------------------- |
| NAME             | Muhammad ibn Buzurg-Umid                                            |
| KURZBESCHREIBUNG | Person des ismailitischen schiitischen Islam, Führer der Ismailiten |
| GEBURTSDATUM     | 11. Jahrhundert                                                     |
| STERBEDATUM      | 20. Februar 1162                                                    |
| STERBEORT        | Alamut                                                              |